# Färöischer Fußballpokal der Frauen 1996
Der Färöische Fußballpokal der Frauen 1996 fand zwischen dem 30. März und 15. August 1996 statt und wurde zum siebten Mal ausgespielt. Im Endspiel, welches im Gundadalur-Stadion in Tórshavn auf Kunstrasen ausgetragen wurde, siegte HB Tórshavn mit 3:1 gegen KÍ Klaksvík.
HB Tórshavn und KÍ Klaksvík belegten in der Meisterschaft die Plätze fünf und zwei. Titelverteidiger B36 Tórshavn schied hingegen im Halbfinale aus. Mit einem 22:0 in der 2. Qualifikationsrunde gegen AB Argir erzielte NSÍ Runavík den höchsten Sieg in der Geschichte des Pokalwettbewerbs.
Für HB Tórshavn war es der zweite Sieg bei der dritten Finalteilnahme, für KÍ Klaksvík die erste Finalteilnahme überhaupt.

## Teilnehmer
Teilnahmeberechtigt waren folgende 13 A-Mannschaften der ersten und zweiten Liga:
| 1. Deild                                                                                   | 2. Deild                                             |
| B36 Tórshavn EB Eiði HB Tórshavn ÍF Fuglafjørður KÍ Klaksvík LÍF Leirvík SÍ Sumba Skála ÍF | AB Argir B68 Toftir NSÍ Runavík TB Tvøroyri VB Vágur |

## Modus
Anstatt des reinen K.-o.-Systems wurde eine Gruppenphase eingeführt. Die fünf besten Mannschaften der 1. Deild 1995 waren hierfür gesetzt. Die verbliebenen Teams spielten in zwei Runden die restlichen drei Teilnehmer aus. In der Gruppenphase spielte jede Mannschaft zwei Mal gegen jede andere, wobei sich die Erst- und Zweitplatzierten jeder Gruppe für die nächste Runde qualifizierten. Anschließend wurde im K.-o.-System weitergespielt.

## 1. Qualifikationsrunde
Die Partien der 1. Qualifikationsrunde fanden am 30. und 31. März statt.
|            | Ergebnis                 |             |
| ---------- | ------------------------ | ----------- |
| AB Argir   | 1 w/o 1                  | TB Tvøroyri |
| B68 Toftir | 2 4:5 n. V. (3:3, 1:1) 2 | VB Vágur    |

## 2. Qualifikationsrunde
Die Partien der 2. Qualifikationsrunde fanden am 4. und 6. April statt.
|             | Ergebnis    |                 |
| ----------- | ----------- | --------------- |
| AB Argir    | 0:22 (0:14) | NSÍ Runavík     |
| LÍF Leirvík | 7:0 (3:0)   | ÍF Fuglafjørður |
| VB Vágur    | 0:1 (0:0)   | SÍ Sumba        |

## Gruppenphase
Die Partien der Gruppenphase fanden zwischen dem 8. April und 16. Mai statt.

### Gruppe 1
| Pl. | Verein      | Sp. | S | U | N | Tore    | Diff. | Punkte |
| --- | ----------- | --- | - | - | - | ------- | ----- | ------ |
| 1.  | HB Tórshavn | 6   | 5 | 0 | 1 | 018:600 | +12   | 15     |
| 2.  | Skála ÍF    | 6   | 4 | 0 | 2 | 025:800 | +17   | 12     |
| 3.  | NSÍ Runavík | 6   | 2 | 0 | 4 | 011:220 | −11   | 06     |
| 4.  | SÍ Sumba    | 6   | 1 | 0 | 5 | 002:200 | −18   | 03     |

| 8. April 1996  |           |             |
| NSÍ Runavík    | 0:6 (0:4) | Skála ÍF    |
| 13. April 1996 |           |             |
| NSÍ Runavík    | 3:1 (2:0) | SÍ Sumba    |
| 14. April 1996 |           |             |
| Skála ÍF       | 5:0 (0:0) | HB Tórshavn |
| 21. April 1996 |           |             |
| HB Tórshavn    | 5:1 (2:0) | NSÍ Runavík |
| SÍ Sumba       | 1:0 (0:0) | Skála ÍF    |
| 27. April 1996 |           |             |
| HB Tórshavn    | 5:0 (2:0) | SÍ Sumba    |
| Skála ÍF       | 7:3 (3:1) | NSÍ Runavík |
| 5. Mai 1996    |           |             |
| HB Tórshavn    | 4:0 (2:0) | Skála ÍF    |
| SÍ Sumba       | 0:4 (0:1) | NSÍ Runavík |
| 11. Mai 1996   |           |             |
| Skála ÍF       | 7:0 (4:0) | SÍ Sumba    |
| 12. Mai 1996   |           |             |
| NSÍ Runavík    | 0:3 (0:0) | HB Tórshavn |
| 16. Mai 1996   |           |             |
| SÍ Sumba       | 0:1 (0:1) | HB Tórshavn |

### Gruppe 2
| Pl. | Verein       | Sp. | S | U | N | Tore    | Diff. | Punkte |
| --- | ------------ | --- | - | - | - | ------- | ----- | ------ |
| 1.  | KÍ Klaksvík  | 6   | 4 | 1 | 1 | 018:700 | +11   | 13     |
| 2.  | B36 Tórshavn | 6   | 3 | 2 | 1 | 021:120 | +9    | 11     |
| 3.  | LÍF Leirvík  | 6   | 3 | 1 | 2 | 014:160 | −2    | 10     |
| 4.  | EB Eiði      | 6   | 0 | 0 | 6 | 006:240 | −18   | 0      |

| 8. April 1996  |           |              |
| EB Eiði        | 2:3 (0:2) | B36 Tórshavn |
| LÍF Leirvík    | 2:1 (0:0) | KÍ Klaksvík  |
| 13. April 1996 |           |              |
| LÍF Leirvík    | 4:1 (1:1) | EB Eiði      |
| 14. April 1996 |           |              |
| KÍ Klaksvík    | 2:0 (0:0) | B36 Tórshavn |
| 21. April 1996 |           |              |
| B36 Tórshavn   | 5:1 (5:0) | LÍF Leirvík  |
| EB Eiði        | 0:2 (0:1) | KÍ Klaksvík  |
| 28. April 1996 |           |              |
| B36 Tórshavn   | 7:1 (3:0) | EB Eiði      |
| KÍ Klaksvík    | 5:1 (0:1) | LÍF Leirvík  |
| 5. Mai 1996    |           |              |
| B36 Tórshavn   | 3:3 (0:2) | KÍ Klaksvík  |
| EB Eiði        | 1:3 (1:2) | LÍF Leirvík  |
| 12. Mai 1996   |           |              |
| KÍ Klaksvík    | 5:1 (2:0) | EB Eiði      |
| LÍF Leirvík    | 3:3 (3:1) | B36 Tórshavn |

## Halbfinale
Die Hinspiele im Halbfinale fanden am 27. Juni statt, die Rückspiele am 1. und 4. August.
|             | Gesamt |              | Hinspiel      | Rückspiel     |
| ----------- | ------ | ------------ | ------------- | ------------- |
| HB Tórshavn | 10:10  | B36 Tórshavn | 1 3:1 (1:0) 1 | 7:0 (5:0)     |
| KÍ Klaksvík | 5:4    | Skála ÍF     | 1 3:1 (0:0) 1 | 2 2:3 (0:2) 2 |

## Finale
Das Spiel sollte ursprünglich am 23. August ausgetragen werden, wurde jedoch auf den 17. August vorgezogen.
| Paarung        | HB Tórshavn – KÍ Klaksvík |
| Ergebnis       | 3:1 (2:1) |
| Datum          | 15. August 1996 |
| Stadion        | Gundadalur, Tórshavn |
| Zuschauer      | 100 |
| Schiedsrichter | Niklas á Líðarenda (Norðragøta) |
| Tore           | 0:1 Sólvá Eystberg (2.) 1:1 Sigrun Mikkelsen (26.) 2:1 Ann Hansen (39.) 3:1 Helga Ellingsgaard (78.) |
| HB Tórshavn    | Annika Hansen – Ása Jacobsen, Kára á Dunga, Birita Ellefsen , Liljan av Fløtum Petersen (75. Oda Andreasen) – Ann Hansen (65. Annika Godtfred), Eyðvør úr Dímun, Helga Ellingsgaard – Teresa S. Johnsson, Sigrun Mikkelsen (85. Eydna Skaale), Gunrid Hansen        |
| KÍ Klaksvík    | Vera Larsen – Margit Gaard Joensen, Maibritt Simonsen (60. Irdi L. Jacobsen), Ragna B. Patawary, Malena Josephsen, Vivi Andreasen (78. Súsanna Jacobsen), Birgit Ryan , Rannvá B. Andreasen, Sólvá Eystberg (72. Vivian Bjartalíð), Bára S. Klakstein, Jensa Sirdal |
| Gelbe Karten   | Ása Jacobsen – keine |